# نئوپنتیل الکل
نئوپنتیل الکل (به انگلیسی: Neopentyl alcohol) یک ترکیب شیمیایی با شناسه پاب‌کم ۶۴۰۴ است. 